# Yoann Offredo
Yoann Offredo, nascido a 12 de novembro de 1986 em Savigny-sur-Orge, é um ciclista profissional francês. Diplomado em gestão de empresas, fez sua estreia em carreira em 2008 com a equipa Française des Jeux. Na actualidade milita no conjunto Wanty-Gobert Cycling Team.

## Biografia

### A estreia
Aos 19 anos, Yoann Offredo uniu-se à equipa amador CC Nogent-sur-Oise (no que também estava Romain Feillu) e ajudou a seu clube a ganhar a Copa da França de Clubes de 2006. Iniciou-se nas fileiras profissionais no final de 2007 e leva sua aprendizagem ao longo da temporada de 2008-2009 como gregário.

### 2010, revelação nas clássicas
No 2010  brilhou em clássicos como a Milão-Sanremo, onde em seu primeiro aparecimento se escapa em solitário entre Cipressa e Poggio antes de que lhe apanhassem à metade da subida, mas mantém forças suficientes para terminar em décimo sexta posição digna de elógio. Seu gerente, Marc Madiot, lhe reprochou seu manejo da carreira quando chegou à meta. Offredo no entanto, confirma-se nos clássicos do Verão, onde é um dos melhores franceses nas carreiras longas, o que o demonstra sua décimo lugar na Vattenfall Cyclassics e, a uma semana mais tarde, seu terceiro lugar no Grande Prêmio de Plouay por trás de Matthew Goss e Tyler Farrar. Ao final da temporada de 2010, foi seleccionado por Laurent Jalabert para entrar na carreira em linha do campeonato do mundo em Melbourne na Austrália. Assinou seu primeiro grande rendimento num sprint clássico, finalizando sétimo na Paris-Tours. Depois desta temporada, foi nomeado "Vélo Star de demain 2010 " pela Associação da bicicleta onde o presidente executivo é Jean-Marie Leblanc.

## Palmarés
2007
- Prêmio de Armorique
- Souvenir Michel Roques
- Trio Normando

2009
- 1 etapa no Tour de Picardie

## Resultados nas Grandes Voltas
Durante a sua carreira desportiva tem conseguido os seguintes postos nas Grandes Voltas.
| Carreira        | 2008 | 2009 | 2010 | 2011 | 2012 | 2013 | 2014 | 2015 | 2016 | 2017 | 2018 | 2019 |
| --------------- | ---- | ---- | ---- | ---- | ---- | ---- | ---- | ---- | ---- | ---- | ---- | ---- |
| Giro d'Italia   | -    | -    | -    | -    | -    | -    | -    | -    | -    | -    | -    | -    |
| Tour de France  | -    | -    | -    | -    | -    | -    | -    | -    | -    | 110º | 91º  | -    |
| Volta a Espanha | -    | -    | Ab.  | -    | -    | -    | -    | -    | -    | -    | -    | -    |

-: não participa 

Ab.: abandono 